# Sauli Pälli
Sauli Aksel Pälli (* 23. September 1912 in Kymi; † 13. Dezember 1960 in Valkeakoski) war ein finnischer Skisportler.

## Werdegang
Pälli gewann bei den Finnischen Meisterschaften 1934 seinen ersten und einzigen Titel im Skispringen. Wenig später startete er bei der Nordischen Skiweltmeisterschaft 1934 in Sollefteå und landete mit Sprüngen auf 44 und 55,5 Metern als zweitbester Finne auf dem 19. Platz. Ein Jahr später bei der Nordischen Skiweltmeisterschaft 1935 gelang ihm ein 12. Platz in der Nordischen Kombination. Im gleichen Jahr sicherte er sich den zweiten Platz bei den Lahti Ski Games.
Bei den Olympischen Winterspielen 1936 in Garmisch-Partenkirchen konnte er mit zwei Sprüngen auf 71 und 68,5 Meter nicht überzeugen und landete nur auf Rang 47. Bei der Nordischen Skiweltmeisterschaft 1938 in Lahti stand er gemeinsam mit seinen Brüdern noch einmal im Nationalkader, konnte sich aber nicht unter den Top 50 platzieren. Zuvor hatte sich Pälli bei den Finnischen Meisterschaften noch einmal die Silbermedaille gesichert.
Pällis Brüder Tauno und Lasse waren ebenfalls als Skispringer erfolgreich.